# Croton microtiglium
Croton microtiglium là một loài thực vật có hoa trong họ Đại kích. Loài này được Burkill mô tả khoa học đầu tiên năm 1901.